# Gleistein

Firma Gleistein, 1890

Gleistein ist ein international agierender Faserseilhersteller mit der Gleistein GmbH in Bremen-Blumenthal als Hauptsitz der Gruppe. Neben der Entwicklung, Produktion und dem Vertrieb hochwertiger Faserseile ist das Unternehmen auf die Entwicklung seilbasierter Individuallösungen spezialisiert. Den zweiten Produktionsstandort in Trenčín, Slowakei, eingeschlossen, beschäftigt die Gleistein GmbH nach eigenen Angaben 250 Mitarbeitende und erzielte 2022 einen Jahresumsatz von 32 Mio. €. Die Seilerei ist das älteste industrielle Familienunternehmen Bremens.

## Geschichte
Im Jahr 1824 wurde Georg Gleistein & Sohn von Segelschiffskapitän Georg Gleistein und seinem ältesten Sohn Johann gegründet. 12 Mitarbeiter (Reepschläger) verarbeiteten die damals in Europa verfügbaren Naturfasern (Hanf, Werg) in Handarbeit zu Seilen. Kunden waren Fracht- und Flussschiffer, Reedereien und die Landwirtschaft. Die Seilerei mit einer 380 Meter langen, sogenannten Reeperbahn befand sich in Bremen-Vegesack, entlang der Kirchheide zwischen Bahnhofsstraße (heute Georg-Gleistein-Straße) und Fährgrund.
Das Aufkommen neuer Fasern wie Sisal und Manila ermöglichte neue technische Produkte. Mit dem Herkulestauwerk wurden ab 1890 Schleppnetzfischer ausgerüstet. Am damaligen Firmensitz Vegesack baute man zu dieser Zeit die später größte Heringsfischereiflotte Europas auf. Ab 1920 wurden Grundlagenforschungen zur Normierung und technischen Berechnung von Seilen durchgeführt. Im Jahr 1947 begann der Einsatz erster Chemiefasern, die dann in den 1970er-Jahren die Naturfasern verdrängten.
Gleistein verlegte 1980 seinen Hauptsitz nach Bremen-Blumenthal. 1997 wurde eine Produktion in Trencin in der Slowakei aufgebaut, 1999 bestand das Unternehmen 175 Jahre. Gleistein ist heute Bremens ältestes industrielles Familienunternehmen, das in achter Generation von Klaus Walther und seinem Cousin Thomas Schlätzer geleitet wird.
Am 8. Juni 2022 fand eine Umfirmierung von Geo Gleistein & Sohn GmbH in Gleistein GmbH statt.

## Gleistein heute
Gleistein ist insbesondere spezialisiert auf Seile aus hochmodularen Fasern wie HMPE, Aramid, LCP und PBO, hält aber auch ein Sortiment an konventionellen Lösungen aus hochfesten Fasern wie z. B. Polyamid, Polyester, Polypropylen und BiPolymer bereit. Je nach verwendeten Rohstoffen sind die hergestellten Seile besonders elastisch, kraftaufnehmend oder z. B. besonders hitzebeständig. Als Seilerei verfügt Gleistein über Produktionsmöglichkeiten von der 1 mm dünnen Flechtschnur bis zum über 300 mm starken Mehrkernseil.

## Produktionsstandorte
Mit Werken in Bremen, Deutschland, und Trencin, Slowakei, verfügt das Unternehmen über zwei der weltweit modernsten Faserseil-Fertigungsbetriebe.
In Bremen werden insbesondere hochwertige dicke Rundgeflechte und Mehrkernseile mit hochmodularen Fasern hergestellt, aber auch die Produktionslinie für Herkulestauwerk (Kombiseile mit drahtseilarmierten Litzen) für Spielplätze ist hier beheimatet. Bis 1980 wurde am Gründungsstandort Bremen-Vegesack produziert, dann erfolgte der Umzug in den  Firmenneubau in Bremen-Blumenthal, in dem es auch ein modern ausgestattetes Testlabor mit Zugprüfanlagen bis zu einer Leistung von 300 Tonnen gibt.
Der Produktionsstandort in Trencin entstand im Zuge des Zerfalls der UdSSR, um auch mit einfacheren Produkten international wettbewerbsfähig zu bleiben. 2014 bezog die Gleistein Slovakia neue Hallen und ist dem Status des Billigstandorts inzwischen entwachsen. In Trencin werden die Kapazitäten für dünne bis mittlere Geflechte wie Yachttauwerk und Sicherheitsseile vorgehalten. Aber auch dicke Quadratgeflechte und gedrehtes Tauwerk  werden hier hergestellt. Die drei Extrusionslinien für Polypropylen- und Biopolymerfasern sind ebenfalls in Trencin installiert.

## Produkte und Anwendungsbereiche
Gleistein ist eine vollstufige Seilerei. Abgebildet ist die volle Produktionskette, angefangen von den drei Extrusionslinien über Zwirn- und Litzenmaschinen bis hin zu über 300 Flecht- und Seilschlagmaschinen in allen Größen. Außerdem stehen mehrere Reck- und Tauwerkstabilisierungsanlagen zur Optimierung von Litzen und fertigen Seilen und umfangreiche Testmöglichkeiten für die Entwicklungsarbeit sowie zur Qualitätskontrolle zur Verfügung.
Der überwiegende Anteil der Produktionskapazität ist drehungsfreihen Geflechtskonstruktionen gewidmet, welche durch Variierung von Rohstoffen, Dimension und Litzenzahl, sowie der Kombination verschiedener Komponenten und die Veredelung durch Imprägnierungen und Färbungen einen unerschöpflichen Baukasten der Möglichkeiten für unterschiedlichste Produkte bilden.
Einen Schwerpunkt im Angebot bilden dicke Seile insbesondere für die Berufsschifffahrt und für Hebeanwendungen.
Weiterhin ist das Unternehmen spezialisiert auf mittlere und dicke Kernmantelgeflechte und Mehrkernseile mit tragenden Seilkernen und bündelnden Schutzmänteln.
Alle Konfektionierungsarbeiten wie das Spleißen von Endverbindungen, das Aufbringen partieller Seilschutzelemente und die Einbindung von Beschlägen werden in den beiden hauseigenen Konfektionierungszentren durchgeführt, um Seile gebrauchsfertig zu individualisieren. Auch konfektionierte Serienprodukte gehören zum Angebotsumfang. Individuell für den genau definierten Einsatzzweck konfektionierte Seile haben eine wachsende Bedeutung gegenüber industrieller Meterware eingenommen. Diese Arbeiten sind nicht automatisierbar, insofern ist der Anteil von Handarbeit in den vergangenen Jahrzehnten gestiegen. Mittlerweile arbeiten bis zu 45 Mitarbeiter täglich an der Herstellung von Endverbindungen.

## Bediente Märkte
- Berufsschifffahrt, insbesondere Festmachen und Schleppen
- Wassersport: Cruising, Racing, Superyacht
- Industrielles Heben, Schwerlastheben, Kran
- Persönliche Schutzausrüstung (PSA), Arboristik, Theater- und Stunt Rigging
- Kabelzug
- Spielgeräte

## Beispielhafte Projekte
- Gleistein lieferte die Seile zur Reichstagsverhüllung 1995[4] durch die Künstler Christo und Jeanne-Claude sowie für das Christo-Projekt Big Air Package, die größte Indoor-Skulptur der Welt im Gasometer Oberhausen 2013. Die Seile haben einen Durchmesser von bis zu 40 Millimetern.[5]
- Exklusiver Tauwerkausrüster von Arved Fuchs seit vielen Jahren auf allen Expeditionen mit der Dagmar Aaen in den Polarmeeren
- Exklusiver Tauwerkausrüster der Illbruck Challenge, Sieger des Volvo Ocean Race 2001/02, sowie des Teilnehmers am America’s Cup 2007, BMW Oracle Racing
- Ausrüster des Segelschulschiffs Gorch Fock
- Official Rope Supplier von PUMA Ocean Racing beim Volvo Ocean Race 2008–2009[6]
- Ausrüster von Francis Joyon bei seinem Rekord der schnellsten Einhand-Weltumsegelung.
- Entwicklungspartner für Seile für den Zugdrachenantrieb von Schiffen (SkySails)
- Gleistein gibt im Eigenverlag das Standardwerk Spleißbuch[7] für fachmännisches Spleißen heraus